# Asphalt & anders Verlag
Der asphalt & anders Verlag war ein deutscher Buchverlag mit Sitz in Hamburg.

## Konzeption und Geschichte
Stefan Mayr und Nico Schröder gründeten den asphalt & anders Verlag 2009 in Hamburg. Der Verlag gehörte zur Gruppe der Independent Verlage. Die konzeptionelle Ausrichtung des Verlags zielte auf eine Literatur ab, die vor allem den urbanen Lebensraum erkundet. „Die verlegten Texte sollen das raue und urbane Leben in den Städten auf eine neue literarische Stufe heben, dem Leser aber auch stets neue, ungewohnte Einblicke in das urbane Dasein zeigen“, hieß es in einer ersten Mitteilung. Dieser Konzeption gemäß vereinte die erste Publikation des Verlags, die Anthologie Schau gen Horizont und lausche – Über Städte, im April 2009 dreiundzwanzig Großstadttexte zum Teil namhafter Autoren wie Ulrike Draesner, Nora Gomringer, Martin Beyer und Selim Özdoğan. Der Band wurde gut besprochen und erzielte drei Auflagen. 
Die Entdeckung und Förderung literarischer Talente aus dem deutschsprachigen Raum gehörte gleichermaßen zur programmatischen Ausrichtung des Verlags. Die zweite Publikation im September 2009 war der Roman Der Schlaf und das Flüstern, das literarische Debüt des Weimarer Autors Stefan Petermann. Von Petermann folgten der Erzählband Ausschau halten nach Tigern und der Roman Das Gegenteil von Henry Sy. Auch Daniela Chmelik, Marco Dzebro und Xóchil A. Schütz debütierten mit ihren Romanen im asphalt & anders Verlag. Die kommerziell erfolgreichsten Titel des Verlags waren die Kurzprosasammlungen Ein Glas Blut und Passen die Schuhe, vergisst man die Füße von Selim Özdogan. Das letzte Buch erschien im Jahr 2016, der Roman Trauerfeier von Frank Schliedermann. Die insgesamt elf Titel des Verlags wurden über die Gemeinsame Verlagsauslieferung Göttingen GVA vertrieben.
Zur Verlagskonzeption gehörte es schließlich, einen engen persönlichen Kontakt zu den Autoren zu pflegen und die verlegte Literatur niedrigschwellig erlebbar zu machen, zum Beispiel durch die jährlich veranstaltete Kiosk-Lesung im Rahmen der Hamburger Altonale, durch Veranstaltungen im Hamburger Gängeviertel oder durch das Musik- und Literaturmatinee im Rahmen von Leipzig liest
Stefan Mayr und Nico Schröder lösten den Verlag 2020 auf und erklärten diesen Schritt mit familiären Gründen.

## Verleger
Stefan Mayr und Nico Schröder lernten sich nach eigenen Aussagen während eines Volontariats beim Hamburger Ellert & Richter Verlag kennen. Nico Schröder war bereits gelernter Buchhändler und hatte Soziologie studiert, Stefan Mayr Germanistik und Geschichte. Der asphalt & anders Verlag wurde als zunächst nebenberufliches Projekt gegründet. Nach dem Volontariat arbeitete Stefan Mayr hauptberuflich als Lektor für diverse Verlage, lange Jahre bei der Verlagsgruppe Random House, seit 2017 als Programmleiter des Benevento Verlags. Nico Schröder arbeitete als freiberuflicher Lektor und als Redakteur beim Reiseunternehmen CANUSA. Nico Schröder und Stefan Mayr waren beim asphalt & anders Verlag gleichberechtigt für die Programmgestaltung verantwortlich, Nico Schröder ferner für den Vertrieb, Stefan Mayr für die Pressearbeit.

## Autoren
Der Verlag veröffentlichte Bücher der folgenden Autoren:
Martin Beyer, Daniela Chmelik, Marco Dzebro, Selim Özdoğan, Stefan Petermann, Frank Schliedermann, Xóchil A. Schütz.

## Veröffentlichte Titel
2009
Nico Schröder und Stefan Mayr (Hgg.): Schau gen Horizont und lausche - Über Städte. ISBN 978-3-941639-01-0. (Anthologie)
Stefan Petermann: Der Schlaf und das Flüstern. ISBN 978-3-941639-02-7. (Roman) 
2010
Selim Özdogan: Ein Glas Blut. ISBN 978-3-941639-03-4. (Kurzprosa)
Marco Dzebro: Dorian. Ein Scheitern in Postkarten. ISBN 978-3-941639-04-1. (Roman)
2011
Stefan Petermann: Ausschau halten nach Tigern. ISBN 978-3-941639-05-8. (Erzählungen) 
Xóchil A. Schütz: Was ist. ISBN 978-3-941639-06-5. (Roman) 
2012
Selim Özdogan: Passen die Schuhe, vergisst man die Füße. ISBN 978-3-941639-07-2. (Kurzprosa)
Daniela Chmelik: Walizka. ISBN 978-3-941639-08-9. (Roman)
2013
Martin Beyer: Mörderballaden. ISBN 978-3-941639-09-6. (Erzählungen) 
2014
Stefan Petermann: Das Gegenteil von Henry Sy. ISBN 978-3-941639-10-2. (Roman)
2016
Frank Schliedermann: Die Trauerfeier. ISBN 978-3-941639-11-9. (Roman)